# Slaget vid Chemnitz
Slaget vid Chemnitz var ett slag under trettioåriga kriget. Slaget stod mellan svenska och kejserliga trupper den 4 april 1639 vid Chemnitz.

## Bakgrund
Vid årsskiftet mellan 1638 och 1639 inledde Johan Banér ett fälttåg vilket inleddes söderut genom Sachsen där han korsade floden Elbe och undsatte Erfurt. Därefter marscherade han mot en kejserlig armé under befäl av Rodolfo di Marazzino och Matthias Gallas med målet att hindra denna ifrån att förena sig med en annan kejserlig armé under befäl av Melchior von Hatzfeldt.

## Slaget
Slaget bestod endast av svenska anfall med kavalleri emot de kejserliga flyglarna medan arméns infanteri och artilleri inte blev använt. Först anföll svenskt kavalleri den vänstra kejserliga flygeln som retirerade efter två anfall. Därefter anfölls även den högra kejserliga flygeln och den blev också tillbakakastad.

## Följder
Segern resulterade i att det kejserliga artilleriet, trossen och 63 fanor blev erövrat av den svenska armén. Dessutom stärktes den svenska ställningen i tysk-romerska riket avsevärt och armén under von Hatzfeldt blev tvungen att retirera genom Böhmen. Den svenska armén förföljde von Hatzfeldts armé och tillfångatog den framträdande fältherren Raimondo Montecuccoli.